# Richard John Neuhaus
Richard John Neuhaus (Pembroke, 14 maggio 1936 – Manhattan, 8 gennaio 2009) è stato un presbitero, scrittore e teologo canadese naturalizzato statunitense.

## Biografia
Nato in Canada, Neuhaus si trasferì negli Stati Uniti dove fu naturalizzato cittadino. Dapprima pastore luterano, si convertì al cattolicesimo l’8 settembre 1990  e l’anno successivo fu ordinato sacerdote dell'arcidiocesi di New York. È stato il fondatore e direttore della rivista mensile First Things, attualmente diretta da Russell Ronald Reno III, docente di Teologia alla Creighton University, ateneo gesuita di Omaha, in Nebraska.
Neuhaus è stato autore di diversi libri, tra cui The Naked Public Square: Religion and Democracy in America (1984), The Catholic Moment: The Paradox of the Church in the Postmodern World (1987) e Catholic Matters: Confusion, Controversy and the Splendor of Truth (2006). I lettori italiani lo conoscono soprattutto per i libri Le ultime parole di Gesù dalla croce (2001) e Lo Splendore della Verità. Perché sono diventato cattolico (e sono felice di esserlo) (2008).
Strenuo difensore degli insegnamenti della Chiesa cattolica in materia di aborto e difesa della vita, ha lavorato come consulente non ufficiale al presidente George W. Bush sulle questioni bioetiche. 